# Premach
Premach ist ein Ortsteil der Gemeinde Ursberg im schwäbischen Landkreis Günzburg in Bayern.

## Lage
Das Kirchdorf liegt gut zwei Kilometer südlich von Ursberg, westlich des langgestreckten Ochsenberges und ist über einen Abzweig von der Kreisstraße GZ 12 aus zu erreichen. Der Ochsengraben, ein Quellfluss der Mindel, fließt im Osten vorbei.

## Geschichte
Premach wurde im 14. Jahrhundert erstmals urkundlich erwähnt. Von etwa 1384 bis zur Säkularisation im Jahr 1803 gehörte der Ort dem Kloster Ursberg.
Im Dreißigjährigen Krieg wurde Premach verwüstet, zehn Jahre nach Kriegsende waren noch nicht einmal die Hälfte der ursprünglichen Hauser wieder bewohnt.
Am 1. Januar 1976 wurde die zuvor selbstständige Gemeinde Premach im Zuge der Gemeindegebietsreform nach Ursberg eingegliedert.

## Sehenswürdigkeiten

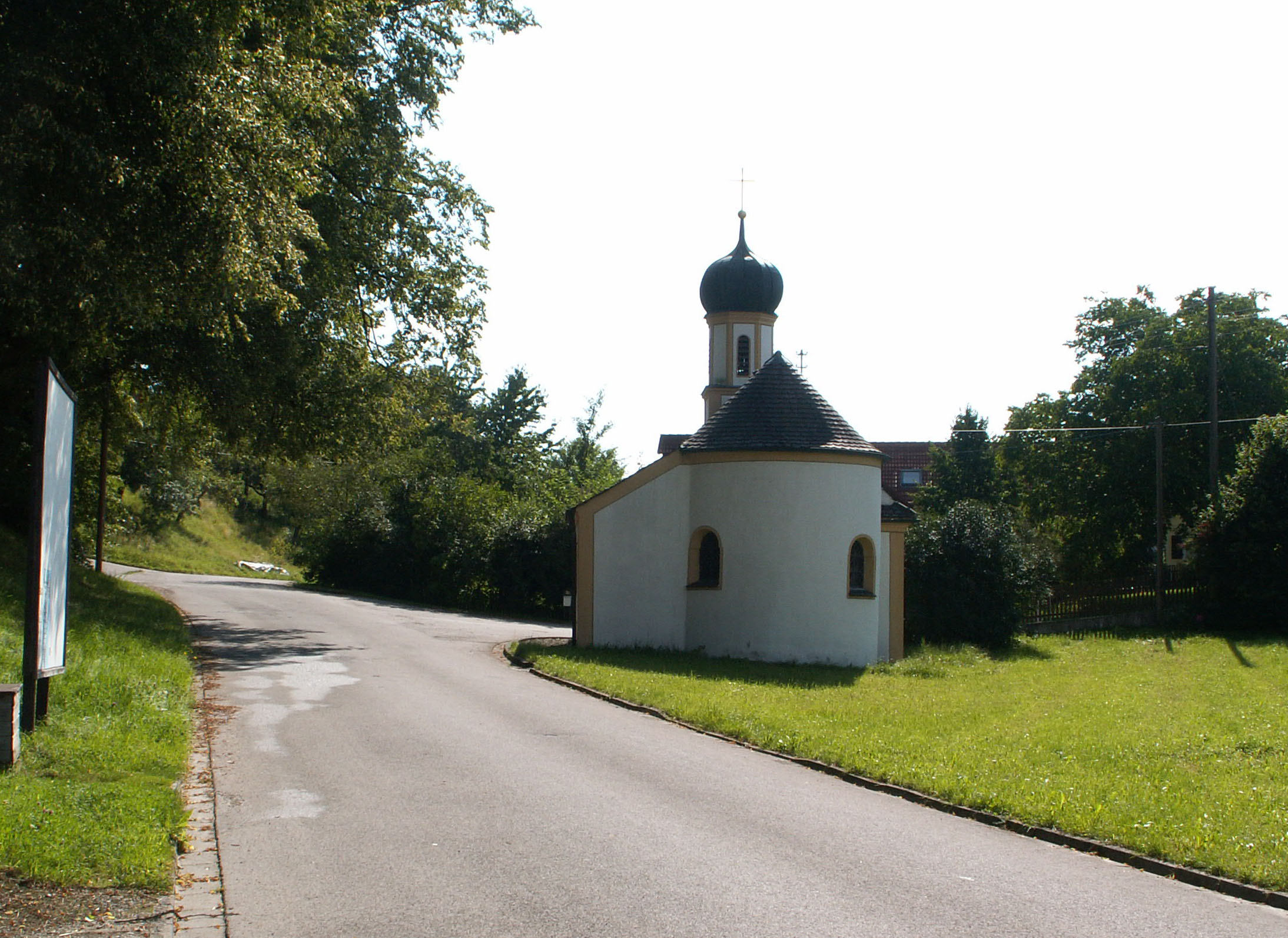
Kapelle Mariä Heimsuchung

- Katholische Kapelle Mariä Heimsuchung, erbaut 1807